# Литванија на Европском првенству у атлетици у дворани 2021.
Литванија је учествовала на 36. Европском првенству у дворани 2021 који се одржао у Торуњу, Пољска, од 4. до 7. марта. Ово је било петнаесто европско првенство у дворани од 1992. године од када је Литванија први пут учествовала. Репрезентацију Литваније представљала су 9 такмичара (5 мушкарацa и 4 женe) који су се такмичили у 7 дисциплина (4 мушкe и 3 женскe).
На овом првенству представници Литваније нису освојили ниједну медаљу. У табели успешности према броју и пласману такмичара који су учествовали у финалним такмичењима (првих 8 такмичара) Литванија је са 1 учесником у финалу делила 30 место са 3,50 бода.
| Пл.  | Земља     | 1. место | 2. место | 3. место | 4. место | 5. место | 6. место | 7. место | 8. место | Бр. фин.-Бод. |
| ---- | --------- | -------- | -------- | -------- | -------- | -------- | -------- | -------- | -------- | ------------- |
| =30. | Литванија | –        | –        | –        | -        | 1–3,50   | –        | –        | –        | 1-3,50        |

## Учесници
| Мушкарци: - Гедиминас Трускаускас — 60 м - Симас Берташиус — 1.500 м - Раполас Саулиус — 60 м препоне - Адријус Глебаускас — Скок увис - Јуозас Баикштис — Скок увис | Жене: - Модеста Мораускаите — 400 м - Агне Шеркшњене — 400 м - Јогаиле Петрокаите — Скок удаљ - Диана Загаинова — Троскок |  |

## Резултати

### Мушкарци
| Атлетичар             | Дисциплина   | Лични рекорд | Квалификације | Квалификације | Полуфинале           | Полуфинале           | Финале               | Финале       | Детаљи                                   |
| Атлетичар             | Дисциплина   | Лични рекорд | Резултат      | Место         | Резултат             | Место                | Резултат             | Место        | Детаљи                                   |
| --------------------- | ------------ | ------------ | ------------- | ------------- | -------------------- | -------------------- | -------------------- | ------------ | ---------------------------------------- |
| Гедиминас Трускаускас | 60 м         | 6,77         | 6,80 (.793)   | 6. у гр. 2    | Није се квалификовао | Није се квалификовао | Није се квалификовао | 47 / 63 (65) |                                          |
| Симас Берташиус       | 1.500 м      | 3:42,06      | 3:42,17 ЛРС   | 6. у гр. 1    |                      |                      | Није се квалификовао | 25 / 50 (51) | Архивирано на веб-сајту (30. април 2021) |
| Раполас Саулиус       | 60 м препоне | 7,88         | 7,90 (.898)   | 6. у гр. 4    | Није се квалификовао | Није се квалификовао | Није се квалификовао | 28 / 35      |                                          |
| Адријус Глебаускас    | Скок увис    | 2,27         | 2,21 кв       | 4.            |                      |                      | 2,23                 | 5 / 14       |                                          |
| Јуозас Баикштис       | Скок увис    |              | 2,10          | 14.           | Није се квалификовао | 14 / 14              |                      |              |                                          |

### Жене
| Атлетичарка         | Дисциплина | Лични рекорд | Квалификације | Квалификације | Полуфинале | Полуфинале | Финале                | Финале  | Детаљи                                   |
| Атлетичарка         | Дисциплина | Лични рекорд | Резултат      | Место         | Резултат   | Место      | Резултат              | Место   | Детаљи                                   |
| ------------------- | ---------- | ------------ | ------------- | ------------- | ---------- | ---------- | --------------------- | ------- | ---------------------------------------- |
| Модеста Мораускаите | 400 м      | 53,05        | 52,52 КВ, ЛР  | 3. у гр. 5    | 53,20      | 4. у гр. 3 | Нису се квалификовале | 15 / 39 | Архивирано на веб-сајту (30. април 2021) |
| Агне Шеркшњене      | 400 м      | 52,12 НР     | 53,00 КВ      | 2. у гр. 7    | 53,09      | 5. у гр. 2 | Нису се квалификовале | 11 / 39 | Архивирано на веб-сајту (30. април 2021) |
| Јогаиле Петрокаите  | Скок удаљ  | 6,48         | 6,53 ЛР       | 9.            |            |            | Нису се квалификовале | 9 / 17  |                                          |
| Диана Загаинова     | Троскок    | 13,97        | 13,55         | 14.           | 14 / 16    |            | Нису се квалификовале |         |                                          |